# Polybotrya sorbifolia
Polybotrya sorbifolia är en träjonväxtart som beskrevs av Georg Heinrich Mettenius och Oskar Kuhn. Polybotrya sorbifolia ingår i släktet Polybotrya och familjen Dryopteridaceae. Inga underarter finns listade.